# Bergwasser
Als Bergwasser bezeichnet man Grundwasser, das in Hohlräume im Erdinneren sickert.
In der Limnologie und Höhlenkunde spricht man von Bergwasser allgemein vom Wasser bei aktiv vadosen und phreatischen Höhlen, als in das Gewässersystem einspeisende Quelle, unabhängig davon, welcher Grundwasserhorizont angeschnitten ist. Der Begriff umfasst Strömungen in Spalten und Klüften, Sickerwasser ebenso wie austretendes Porenwasser.
Kein Bergwasser ist jenes Wasser, das durch Fließgewässer (Oberflächengewässer) von der Erdoberfläche als Versickerungsstrecke (Versickerung, Verstürzung) eingebracht wird. Hingegen wird Bodenwasser und von Niederschlägen stammendes Hangwasser i.a. dazu gezählt. In der Glaziologie verwendet man den Begriff analog, als Anteil am Gletscherwasser, das nicht als Schmelz- oder Niederschlagswasser unter dem Gletscher eingebracht wird.
Je nach Bauvorhaben, das ins Erdinnere vordringt, spricht man von:
- Grubenwasser, das in Stollen und Minen im Untertagebau vorkommt und hauptsächlich von unten eindringt (Grundwasser)
- Tunnelwasser, das in der Regel von oben in über dem Grundwasserspiegel gelegene Tunnel eindringt